# حیدر (سرباز)
حیدر یا حاجی‌آباد روستایی در دهستان مینان بخش مینان شهرستان سرباز استان سیستان و بلوچستان ایران است.

## جمعیت
بر پایه سرشماری عمومی نفوس و مسکن در سال ۱۳۹۵ جمعیت این روستا ۴۵ نفر (۱۲خانوار) بوده‌است.